# Decatur (Indiana)
Decatur város az USA Indiana államában. Lakosainak száma 9913 fő (2020. április 1.).

## Népesség
A település népességének változása:

| 2010 | 9 405 |
| 2020 | 9 913 |